# Jón Þór Birgisson
Jón «Jónsi» Þór Birgisson (Islandia, 23 de abril de 1975) es un músico islandés; es el guitarrista y vocalista de la banda islandesa de post-rock Sigur Rós. Toca la guitarra eléctrica con un arco de chelo para crear el sonido característico de la banda. Su estilo al cantar es mayormente en falsetto o contratenor. Es ciego del ojo derecho. 
Junto a su expareja Alex Somers ha realizado una colaboración artística llamada Jónsi & Alex, lanzado su libro homónimo en noviembre de 2006. En julio de 2009 lanzaron su primer álbum llamado Riceboy Sleeps.
A finales de enero de 2010, Jónsi anunció que Sigur Rós estaba en "descanso indefinido," desechando los planes de la banda de un nuevo álbum, previamente anunciado para ser lanzado en 2010, diciendo que "no eran más que rumores." Volvieron a estar juntos en 2012 y lanzaron el álbum Valtari y luego el álbum Kveikur.
En 2020 inicio una nueva relación con Alberto Trujillo y en el año 2023 saco su octavo álbum con la banda Sigur Rós titulado ÁTTA.

## Historia musical
Cuando Jónsi tenía 13 años, aprendió su primera canción con la guitarra, "Wrathchild" de Iron Maiden. Iron Maiden sigue siendo una de sus bandas favoritas hasta el día de hoy. 
En 1992, Jónsi lideró una banda llamada Bee Spiders bajo el alias de Johnny B. (una referencia a su nombre real, Jón Birgisson) y se caracterizaba por usar lentes oscuros durante todos sus conciertos. Bee Spiders recibieron el premio a la banda más original en 1995 en un concurso de bandas independientes llamado Músíktilraunir (Experimentos musicales). La banda tocaba rock y fue comparada con Smashing Pumpkins. Jónsi también lideró una banda de rock grunge llamada "Stoned" alrededor de 1992-1993.
Ágúst Ævar Gunnarsson (el antiguo baterista de Sigur Rós) le regaló un arco de chelo en su cumpleaños, Georg Hólm comenzó a torturar con él su bajo, lo que producía un sonido poco agradable, por lo tanto, Jónsi trató de hacerlo con su guitarra, lo que sonó mucho mejor; desde entonces Jónsi usa ese arco en todos sus conciertos. Se convirtió en el cantante de la banda debido a que ningún otro miembro quería hacerlo.
También usa el alias Frakkur para lanzar su material en solitario, por ejemplo, la contribución a Kitchen Motors Family Album, que marcó el primer lanzamiento bajo este nombre.
Desde 1994, Jónsi ha sido cantante y guitarrista de Sigur Rós. Hasta la fecha, han publicado ocho álbumes de estudio.
Además de sus muchos años con Sigur Rós, Jónsi ha colaborado con su expareja Alex Somers  bajo el nombre de Jónsi & Alex, lanzando su álbum Riceboy Sleeps en 2009. En abril de 2010, Jónsi lanzó su primer álbum en solitario, Go, y comenzó una gira por varias naciones para promocionar el álbum desde marzo hasta septiembre en América del Norte y Europa.
Jónsi grabó "Sticks and Stones" para la banda sonora de la película de 2010 Cómo entrenar a tu dragón,  para la cual DreamWorks Animation lanzó un video musical el 17 de diciembre de 2010. Su canción "Tornado" apareció en la película Disconnect de Henry Alex Rubin de 2012.
"Boy Lilikoi" y versiones instrumentales de "Tornado", "Sinking Friendships" y "Around Us" fueron incluidas en el documental de 2011 This Is What Love in Action Looks Like. Jónsi también escribió la banda sonora de la película de Cameron Crowe de 2012 We Bought a Zoo.
La canción de Jónsi "Around Us" se utilizó para el tráiler promocional estadounidense de la película de Studio Ghibli El mundo secreto de Arriety y también se incluyó en FIFA 11, la banda sonora de EA Sports.
En 2014, Jónsi coescribió la canción "Where No One Goes" para la secuela, Cómo entrenar a tu dragón 2, con el compositor musical de la película, John Powell.
La canción de Jónsi "Grow Till Tall" fue utilizada por el Cuerpo de Tambores y Cornetas de los Bluecoats en su programa competitivo de 2017, Jagged Line. También apareció en el tráiler de la tercera entrega de la serie Divergente, Leal.
En 2018, Jonsi contribuyó con una canción original titulada "¿En quién estás pensando?" a la banda sonora de la película Boy Erased. Colaboró con Troye Sivan en la canción "Revelation", también incluida en la banda sonora.
En 2019, se anunció que Jónsi y el compositor sueco Carl Michael von Hausswolff habían formado una nueva colaboración musical llamada Dark Morph. El 10 de mayo de 2019, lanzaron su primer álbum, también titulado Dark Morph . El proyecto promete explorar las consecuencias del continuo colapso ambiental para los océanos y sus habitantes.  El álbum se compone principalmente de sonidos ambientales, que a menudo simulan sonidos de animales y la naturaleza, y contiene muy pocas melodías reales.